# Olga Stehlíková

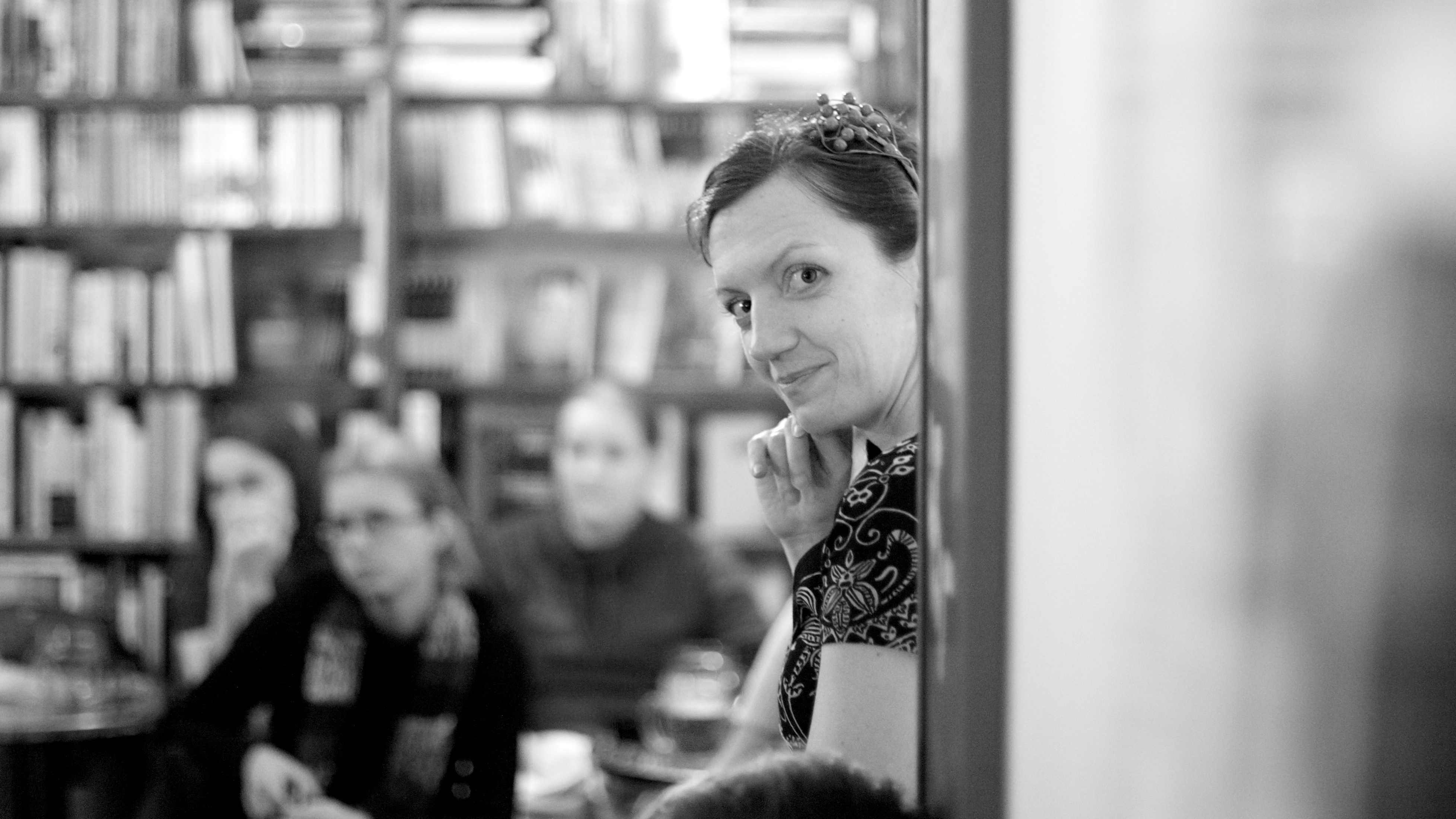
Olga Stehlíková, 2012

Olga Stehlíková (* 31. března 1977 Příbram) je česká básnířka, prozaička, redaktorka a literární kritička.

## Život
Vystudovala Vyšší odbornou školu publicistiky a poté bohemistiku, lingvistiku a fonetiku na FF UK. Byla jednou z editorek revue Pandora, je editorkou webového magazínu Ravt. Píše recenze pro literární periodika, pro Český rozhlas Vltava připravuje a moderuje literární pořady a pro ČT ART pořad Jedna báseň.
Jako nakladatelská redaktorka se podílela na desítkách knih, např. na antologii Nejlepší české básně za rok 2014, sbírce Ladislava Zedníka Město jeden kámen, oceněné Magnesií literou, nebo sbírce Ondřeje Macla Miluji svou babičku více než mladé dívky, za niž získal Cenu Jiřího Ortena.
Přes dlouhodobou práci v literárním provozu debutovala až v roce 2014 sbírkou Týdny, která byla oceněna Magnesii Literou v kategorii poezie. Následoval experimentální projekt vejce/eggs, sbírka netradičního formátu se 101 dvojveršími a jejich anglickými překlady a s hudebním doprovodem Tomáše Brauna. V roce 2018 vydala sbírku Vykřičník jak stožár a pod pseudonymem Jaroslava Oválská spolu s Milanem Ohniskem sbírku Za lyrický subjekt.
Je také autorkou několika knih pro děti.

## Dílo

### Poezie
- Týdny (2014)
- vejce/eggs (2017)
- Jaroslava Oválská: Za lyrický subjekt (spoluautor Milan Ohnisko; 2018)
- Vykřičník jak stožár (2018)
- O čem mluví Matka, když mlčí (2019)
- Zkouška Sirén (2022)
- Jaroslava Oválská: To je mezipanelární jizva, lásko (spoluautor Milan Ohnisko, 2024)

### Pro děti
- Kařut a Řabach (2019)
- Kluci netančej (2019)
- Já, člověk (2021)[5]
- Mojenka (2022)